# Konrad von Wangenheim
Konrad Freiherr von Wangenheim, nemški jahač in častnik, * 20. avgust 1909, † 1953, Stalingrad.
Wangenheim je bil član nemške jahalne ekipe, ki je na poletnih olimpijskih igrah leta 1936 osvojila vse zlate medalje v vseh 6 disciplinah; do sedaj prvi in edini tak uspeh.
Leta 1944 je bil nadporočnik Wangenheim ujet s strani Sovjetske zveze in poslan v vojno ujetniško taborišče, kjer je bil umorjen leta 1953.